# Corbett and Courtney Before the Kinetograph
Pour plus de détails, voir Fiche technique et Distribution.
Corbett and Courtney Before the Kinetograph (Corbett et Courtney devant le Kinétographe) est un film américain réalisé par William Kennedy Laurie Dickson, sorti en 1894.
Ce film est un des premiers tournés avec la première caméra de cinéma à défilement linéaire vertical, la caméra Kinétographe, au format 35 mm de large, à deux paires de quatre perforations par photogramme, conçue par Dickson à partir des croquis d'Edison et du premier modèle qui faisait dérouler horizontalement la pellicule de 19 mm de large, à six perforations en bas du cadre.

## Synopsis
Il s'agit de ce qui reste du combat organisé à l'intérieur du Black Maria (premier studio de cinéma), entre le champion du monde James J. Corbett, et un adversaire moins redoutable et moins célèbre, Peter Courtney. Six rounds avaient été filmés. Il ne reste que celui-ci qui est lui-même amputé aux deux extrémités de la pellicule. Corbett avait bien entendu gagné ce combat inégal, organisé spécialement pour être filmé.

## Fiche technique
- Titre : Corbett and Courtney Before the Kinetograph
- Réalisation : W.K.L. Dickson
- Production : Edison Manufacturing Company
- Photographie : William Heise
- Durée : 40 secondes restantes
- Format : 35 mm à double jeu de 4 perforations rectangulaires Edison par photogramme, noir et blanc, muet
- Pays :  États-Unis